# Rodolfo Bianchi (musicista)
Rodolfo Bianchi, detto "Foffo", (Figline Valdarno, 8 febbraio 1944) è un produttore discografico, musicista e tecnico del suono italiano.
Viene considerato da alcuni critici musicali uno dei più importanti fonici e ingegneri del suono italiani e con il suo lavoro ha contribuito alla realizzazione di dischi storici della musica italiana. La sua storia professionale è legata a quella dell'RCA Italiana e del cantautorato italiano, avendo lavorato come musicista e produttore musicale alle pubblicazioni più importanti della casa discografica, con quarant'anni di musica ai più alti livelli professionali.

## Biografia
Rodolfo Bianchi inizia a suonare il clarinetto, da bambino, nella banda dell'oratorio di Figline Valdarno. In seguito a un incidente, che gli causa l'amputazione di una falangetta, passa al sassofono e al flauto traverso. 
All'inizio degli anni '60 si unisce al complesso dei Players, tra i primi gruppi beat di dilettanti a cimentarsi col repertorio internazionale (Beatles e Beach Boys su tutti), grazie alle capacità canore di vari elementi del gruppo, che permettevano alla band di affrontare armonie vocali complesse. Durante un concerto a Prato, nel 1966, i Players vengono notati da Sergio Bardotti e Sergio Endrigo, e in seguito vengono scelti da Riccardo Del Turco come gruppo vocale di accompagnamento, incidendo i cori di Luglio e cantando Cosa hai messo nel caffè? con Del Turco al Festival di Sanremo del 1969. 
Finita l'avventura con i Players, Rodolfo "Foffo" Bianchi ottiene un posto alla RCA di Roma, come assistente musicale. Collabora ai dischi Atlantide dei The Trip (non accreditato), Io come io del Rovescio della Medaglia, Nova Solis dei Morgan, Azimut del Perigeo, Emancipated dei Sage e Celestial Ocean dei Brainticket, venendo poi promosso al ruolo di realizzatore (l'equivalente di un produttore, così denominato dalla RCA). I primi lavori da produttore interno sono sempre legati al rock progressivo: Foffo realizza Il tempo della gioia di Quella Vecchia Locanda e Contaminazione del Rovescio della Medaglia. 
Nell'ambito della RCA, dopo aver collaborato con vari gruppi storici del progressive italiano e internazionale, Foffo Bianchi si avvicina a Renato Zero. Collabora ai missaggi del primo album No! Mamma, no! e dal secondo album Invenzioni assume il ruolo di realizzatore, affiancando il produttore esterno Franco Migliacci. Lo scarso successo dei primi due album fa sì che la RCA riduca drasticamente il budget per la realizzazione del terzo disco, al punto che il nuovo singolo Un uomo da bruciare/Madame viene registrato durante le pause di lavoro degli operai che stavano ristrutturando lo Studio A (come racconta dettagliatamente Bianchi nella sua autobiografia Storie di straordinaria fonia). Il riscontro radiofonico del singolo rilancia la carriera di Zero, che pubblica il terzo album Trapezio. Foffo Bianchi resta al fianco di Zero anche per i successivi due album, Zerofobia e Zerolandia, tornando poi a collaborare con l'artista romano nel 1987, per l'album Zero.
Foffo Bianchi lavora alla RCA dal 1972 al 1978, e come produttore interno realizza Nel mio piccolo di Renato Rascel, Aida e Nuntereggae più di Rino Gaetano, Solo di Claudio Baglioni, Incontro e Tanto di Patty Pravo, Oxanna di Anna Oxa e molti altri album per Maria Carta, Renato Rascel, Gigi Proietti, Riccardo Fogli, oltre a suonare spesso sax e flauto traverso sui dischi degli artisti citati (e su Automobili di Lucio Dalla).
Nel 1978, Foffo Bianchi segue Claudio Baglioni in CBS per produrre l'album E tu come stai?, diventando un produttore indipendente e lavorando negli anni successivi all'album Banco del Banco del Mutuo Soccorso e a tante altre produzioni con Mango, Marcella Bella, Ron, Luca Carboni,, Marco Masini, Umberto Tozzi, Raf e molti altri. 
Dal 1982 in poi si concentra soprattutto sulla carriera di ingegnere del suono, diventando il fonico di tanti tour storici di Gianni Morandi, Lucio Dalla, Pino Daniele, Mimmo Locasciulli, Enrico Ruggeri, Ron, Raf, Adriano Celentano, Nicola Arigliano e Ligabue.
Nel 1995 Rodolfo "Foffo" Bianchi collabora per la prima volta con Elio e le Storie Tese, come fonico di un concerto a Varese, e dal 1997 in poi diventa stabilmente il loro ingegnere del suono, curando tutte le tournée, producendo, registrando o missando i dischi del gruppo milanese e permettendo di realizzare progetti di grande successo come quello del cd brulé, album dal vivo istantaneo venduto a fine concerto; è ancora il loro fonico anche durante le esperienze televisive del Dopofestival di Sanremo, nel 2008, e di Parla con me e The Show Must Go Off al fianco di Serena Dandini.
Nel 2022 Foffo Bianchi pubblica la sua autobiografia, intitolata Storie di straordinaria fonia - Dagli studi RCA alle grandi produzioni live (Bertoni editore), scritta con l'autrice televisiva Francesca Gaudenzi e il giornalista Duccio Pasqua. Il libro ha la prefazione di Renato Zero, la postfazione di Elio e le Storie Tese e gli interventi di Ron, Riccardo Fogli, Riccardo Del Turco, Bruno Mariani, Gianni Marsili e altri amici, colleghi e collaboratori che hanno accompagnato Bianchi dagli anni '60 a oggi.
Il 28 giugno 2024 Foffo Bianchi è stato insignito del riconoscimento di Pioniere della Musica, conferito dal CPM Music Institute, in occasione della festa per i 40 anni di attività della scuola, al Castello Sforzesco di Milano.